# 집에 돌아오면, 언제나 아내가 죽은 척을 하고 있다
《집에 돌아오면, 언제나 아내가 죽은 척을 하고 있다》(일본어: 家に帰ると妻が必ず死んだふりをしています, 영어: When I Get Home, My Wife Always Pretends to be Dead)는 2018년 6월에 개봉한 일본의 로맨스, 코미디, 드라마 영화이다.
 리 토시오가 감독을 츠보타 후미가 각본을 맡았다.
 일본은 2018년 6월 8일에 대만은 2018년 8월 17일에 대한민국은 2020년 2월 20일에 개봉되었다.

## 줄거리
회사원 준이 일을 마치고 귀가하는데 아내 치에가 입에 피를 흘리며

쓰러져 있어 당황하는데 이는 아내가 죽은 척을 하는 것이였다.

그 다음은 악어에게 잡아먹혔고 그 다음은 외계인에게 납치당하는 등

계속 이어지는 아내의 죽은 척에 처음엔 당황했지만 아내에게 문제가

생기진 않았을까란 생각에 장단맞춰 주지만 그럼에도 끊임없이 이어지는

치에의 죽은 척에 점점 지쳐가면서 고민이 깊어지는 준

치에는 왜 죽은 척을 하는 것이며 여기에는 무슨 비밀이 있는 것인가?

## 출연진

### 주연
- 에이쿠라 나나 - 치에 역
- 야스다 켄 - 준 역

### 조연
- 오타니 료헤이 - 소마 역
- 노노 스미카 - 유미코 사노 역
- 아사노 카즈유키 - 카마하라 역
- 시나가와 토오루 - 요코야마 역
- 호타루 유키지로 - 신이치 역